# 拉韦宗河畔圣马丹
拉韦宗河畔圣马丹（法語：Saint-Martin-sur-Lavezon，亦拼作，法語發音：[sɛ̃ maʁtɛ̃ syʁ lavezɔ̃]）是法国阿尔代什省的一个市镇，位于该省东部，属于普里瓦区。

## 地名
法语人名在日常人名译名以及《世界人名翻譯大辭典》、《法语姓名译名手册》等主流人名译名类书籍资料中多译作“马丁”，不过在《世界地名翻译大辞典》、《世界地名译名词典》和《法国地图册》等主流地名译名类书籍资料中多译作“马丹”。

## 历史
该市镇于1974年由原市镇上圣马丹（Saint-Martin-le-Supérieur）和下圣马丹（Saint-Martin-l'Inférieur）合并而成。

## 地理
拉韦宗河畔圣马丹（44°38'14"N, 4°39'5"E）面积23.54 平方千米，位于法国奥弗涅-罗讷-阿尔卑斯大区阿尔代什省，该省份为法国东南部内陆省份，北起顺时针与卢瓦尔省、伊泽尔省、德龙省、沃克吕兹省、加尔省、洛泽尔省和上盧瓦爾省接壤。
与拉韦宗河畔圣马丹接壤的市镇（或旧市镇、城区）包括：欧比尼亚斯、贝尔泽姆、梅斯、罗什莫尔、圣博济勒、圣皮埃尔拉罗什、圣樊尚德巴雷斯、索特尔。
拉韦宗河畔圣马丹的时区为UTC+01:00、UTC+02:00（夏令时）。

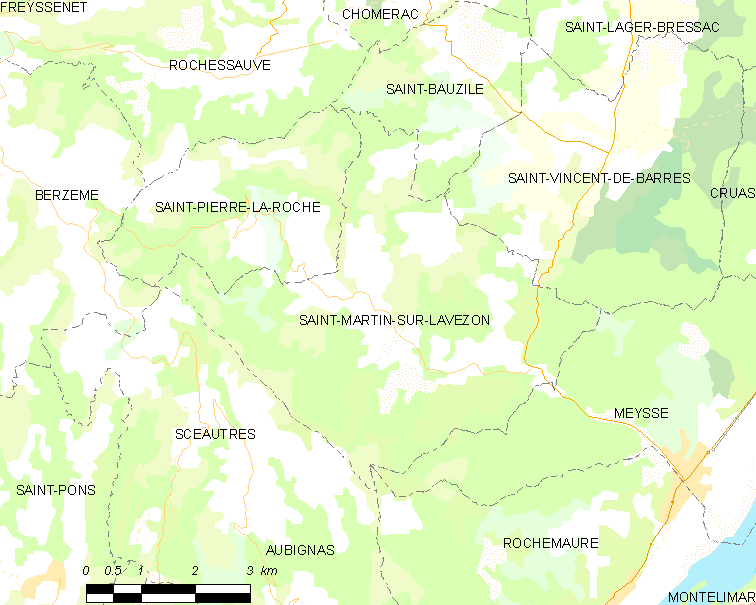
拉韦宗河畔圣马丹的OSM定位图

## 行政
拉韦宗河畔圣马丹的邮政编码为07400，INSEE市镇编码为07270。

## 政治
拉韦宗河畔圣马丹所属的省级选区为勒普赞县。

## 人口

1962-2008年间拉韦宗河畔圣马丹人口变化图示

拉韦宗河畔圣马丹于2022年1月1日时的人口数量为430人。